# Anatolij Fëdorovič Kapustinskij
Anatolij Fëdorovič Kapustinskij (in russo Анатолий Фёдорович Капустинский?; Žytomyr, 29 dicembre 1906 – Mosca, 26 agosto 1960) è stato un chimico sovietico, il cui nome è legato a un'equazione che permette di calcolare l'energia reticolare dei composti ionici cristallini (equazione di Kapustinskij).

## Biografia
Laureatosi all'Università statale di Mosca nel 1929, Kapustinskij iniziò a lavorare presso l'Istituto di mineralogia applicata, posizione che mantenne fino al 1941. Contemporaneamente cominciò a insegnare chimica fisica alla Scuola Tecnica Superiore di Mosca (1930-1932), all'Università di tecnologia chimica Dmitrij Mendeleev di Mosca (1931-1933), fino a diventare nel 1933 capo del dipartimento di chimica fisica dell'Università di Gor'kij. Nel 1935 Kapustinskij ebbe l'opportunità di familiarizzare con il lavoro di ricerca svolto in Europa occidentale e negli Stati Uniti d'America, avendo modo di conoscere Gilbert Lewis durante una sua visita presso l'Università della California.
Nel 1937 il chimico sovietico assunse un nuovo incarico all'Istituto dell'acciaio di Mosca, restandovi fino al 1941. In seguito passò all'Università di Kazan' e due anni dopo tornò a Mosca stabilendosi per il resto della sua vita all'Accademia delle Scienze dell'URSS, di cui divenne membro corrispondente nel 1939. 
Kapustinskij, oltre a essere noto per il suo contributo alla chimica fisica, è stato anche l'autore di diverse opere sulla storia della chimica, di biografie su scienziati quali Dmitrij Mendeleev, Aleksandr Fersman, Gilbert Lewis, Joseph Proust e Amedeo Avogadro, oltre a essere stato uno degli editori della Grande enciclopedia sovietica.